# Regra de Hund
A Regra de Hund ou Princípio da Máxima Multiplicidade foi desenvolvida pelo físico alemão Friedrich Hermann Hund, mostra que, quanto maior o número de elétrons com spin paralelos num orbital incompleto, menor será a energia. A distribuição dos elétrons pelo orbital incompleto, será da seguinte forma, em um sentido, com os elétrons sendo distribuídos individualmente pelo orbital incompleto com spin, também com um sentido, até o orbital incompleto estiver completo com a distribuição dos elétrons individuais e spins com o mesmo sentido, preenche-lo um primeiro sentido. Havendo elétrons para distribuir ainda, voltamos ao início do orbital incompleto e distribuiremos os elétrons restantes, da mesma forma, individualmente, mas com spin com sentido contrario até acabar os elétrons a ser distribuídos, primeiro ou completar o orbital primeiro.

## História
A regra de Hund foi publicada, em 1927, pelo físico alemão Friedrich Hermann Hund (nascido em 04 de fevereiro de 1896, Karlsruhe, na Alemanha, morreu 31 março de 1997, Karlsruhe) conhecido por seu trabalho sobre a estrutura eletrônica de átomos e moléculas. Ele ajudou a introduzir o método de utilização de orbitais moleculares para determinar a estrutura eletrônica das moléculas e a formação de ligações químicas.

## Descrição
Resultados experimentais mostram que as configurações eletrônicas dos átomos no estado fundamental são tais que os elétrons tendem a ocupar orbitais de menor energia. Assim, a energia total do átomo é minimizada.
A regra de Hund resume essa constatação experimental: elétrons numa mesma subcamada tendem a permanecer desemparelhados (em orbitais separados), com spins paralelos. Portanto, haverá uma menor repulsão intereletrônica.
Essa regra, juntamente com o princípio da exclusão de Pauli, é utilizada no principio da construção (distribuição dos elétrons nos diagramas de orbitais). Dessa forma, os orbitais são preenchidos elétron à  elétron (nunca  adicionando dois elétrons por vez e com mesmo spin no orbital). Se mais de um orbital em uma subcamada estiver disponível, adiciona-se elétrons com spins paralelos aos diferentes orbitais daquela subcamada até completá-la, antes de emparelhar dois elétrons em um dos orbitais.
| 1 Orbital |

| 1 Orbital | 2 Orbitais | 3 Orbitais |

| 1 Orbital | 2 Orbitais | 3 Orbitais | 4 Orbitais | 5 Orbitais |

| 1 Orbital | 2 Orbitais | 3 Orbitais | 4 Orbitais | 5 Orbitais | 6 Orbitais | 7 Orbitais |

Dois elétrons não podem compartilhar o mesmo conjunto de números quânticos dentro do mesmo sistema; portanto, há espaço para apenas dois elétrons em cada orbital espacial. Um desses elétrons deve ter  ms = ½ e o outro deve ter ms = -½.
| {\displaystyle 2} elétrons             | {\displaystyle 1} | Cada Orbital pode ter no máximo 2 elétrons com spins com sentidos contrários. | \| {\displaystyle \uparrow \ \downarrow } \| | \| {\displaystyle \uparrow \ \downarrow } \| | \| {\displaystyle \uparrow \ \downarrow } \| | \| {\displaystyle \uparrow \ \downarrow } \| | \| {\displaystyle \uparrow \ \downarrow } \| | \| {\displaystyle \uparrow \ \downarrow } \| | \| {\displaystyle \uparrow \ \downarrow } \| | \| {\displaystyle \uparrow \ \downarrow } \| | \| {\displaystyle \uparrow \ \downarrow } \| | \| {\displaystyle \uparrow \ \downarrow } \| | \| {\displaystyle \uparrow \ \downarrow } \| | \| {\displaystyle \uparrow \ \downarrow } \| | \| {\displaystyle \uparrow \ \downarrow } \| | \| {\displaystyle \uparrow \ \downarrow } \| | \| {\displaystyle \uparrow \ \downarrow } \| | \| {\displaystyle \uparrow \ \downarrow } \| | \| {\displaystyle \uparrow \ \downarrow } \| | \| {\displaystyle \uparrow \ \downarrow } \| | \| {\displaystyle \uparrow \ \downarrow } \| | \| {\displaystyle \uparrow \ \downarrow } \| | \| {\displaystyle \uparrow \ \downarrow } \| | \| {\displaystyle \uparrow \ \downarrow } \| | \| {\displaystyle \uparrow \ \downarrow } \| | \| {\displaystyle \uparrow \ \downarrow } \| | \| {\displaystyle \uparrow \ \downarrow } \| | \| {\displaystyle \uparrow \ \downarrow } \| | \| {\displaystyle \uparrow \ \downarrow } \| | \| {\displaystyle \uparrow \ \downarrow } \| | \| {\displaystyle \uparrow \ \downarrow } \| | \| {\displaystyle \uparrow \ \downarrow } \| | \| {\displaystyle \uparrow \ \downarrow } \| | \| {\displaystyle \uparrow \ \downarrow } \| |
| {\displaystyle \uparrow \ \downarrow } |                   |                                                                               |                                              |                                              |                                              |                                              |                                              |                                              |                                              |                                              |                                              |                                              |                                              |                                              |                                              |                                              |                                              |                                              |                                              |                                              |                                              |                                              |                                              |                                              |                                              |                                              |                                              |                                              |                                              |                                              |                                              |                                              |                                              |                                              |

## Exemplos
O diagramas de orbitais ao lado para o carbono (diagrama superior) e para o nitrogênio (diagrama inferior) mostram a aplicação correta da regra de Hund. O carbono tem {\displaystyle Z=6} ou ,na forma compacta, {\displaystyle [He]2s^{2}2p^{2}}. Nesse diagrama de orbitais, os dois elétrons "{\displaystyle 2p}" possuem spins paralelos (↑↑), indicando que eles têm o mesmos números quânticos magnéticos de spin. Já o nitrogênio tem {\displaystyle Z=7} ou , na forma compacta, {\displaystyle [He]2s^{2}2p^{3}}. Cada elétron "{\displaystyle p}" ocupa um orbital diferente, e os três têm spins paralelos.

Regra de Hund - Diagrama do Orbital do átomo de carbono

Regra de Hund - Diagrama do Orbital do átomo de nitrogénio

## Origem quântica
Na mecânica quântica, as regras de Hund são usadas para determinar o termo que corresponde ao estado fundamental de um átomo multieletrônico.
As três regras são:
1. Para uma determinada configuração eletrônica, o termo com a maior multiplicidade possui a energia mais baixa. A multiplicidade é igual a 2S + 1, onde S é o momento angular total de spin para todos os elétrons no átomo. Portanto, o termo com menor energia é o termo com S máximo.
2. Para uma dada multiplicidade, o termo com o maior valor do número quântico do momento angular orbital total L tem a energia mais baixa.
3. Para um determinado termo, em um átomo com subcamada mais externa com metade do preenchimento ou menos, o nível com o valor mais baixo do número quântico do momento angular total J tem a energia mais baixa. Se a camada mais externa estiver com mais da metade preenchida, o nível com o valor mais alto de J possui energia mais baixa.

Essas regras especificam de maneira simples qual termo inclui o estado fundamental. A primeira regra é especialmente importante em química, onde é muitas vezes referida simplesmente como regra de Hund.